# Timo Hildebrand
Timo Hildebrand (* 5. April 1979 in Worms) ist ein ehemaliger deutscher Fußballtorwart. Er wurde mit dem VfB Stuttgart 2007 Deutscher Meister und war zu dieser Zeit auch für die deutsche Nationalmannschaft aktiv. Zuletzt stand er bei Eintracht Frankfurt unter Vertrag.

## Karriere

### Jugend
Hildebrand wurde im rheinland-pfälzischen Worms geboren und wuchs im hessischen Hofheim, einem Stadtteil von Lampertheim, auf. Er begann mit dem Fußballspielen beim örtlichen FV Hofheim/Ried. Mit 15 Jahren bekam er die ersten Angebote von Profifußballclubs, unter anderem aus Köln, Darmstadt und Mannheim.

### VfB Stuttgart
Er entschied sich für den VfB Stuttgart und gehörte dem Klub zwischen 1994 und 2007 an, wobei er im Männerbereich zunächst in der Reserve und ab 1999/00 auch in der Bundesligamannschaft der Schwaben eingesetzt wurde. Mit Stuttgart wurde er in der Saison 2002/03 Vizemeister und erreichte somit die direkte Qualifikation zur Champions League. Über die beiden Spielzeiten 2002/03 und 2003/04 hinweg blieb Hildebrand 884 Bundesliga-Minuten ohne Gegentor und brach damit den Bundesliga-Rekord von Oliver Kahn. Hildebrands Marke wurde seitdem nicht übertroffen.
Am 19. Dezember 2006 zog der VfB Stuttgart ein Angebot zur Verlängerung von Hildebrands im Juni 2007 auslaufenden Vertrages zurück, nachdem Hildebrand nicht bereit gewesen war, sich zu diesem Zeitpunkt zu entscheiden. In dieser letzten Spielzeit beim VfB gewann Hildebrand in der Saison 2006/07 als Vizekapitän die deutsche Meisterschaft und stand im Finale des DFB-Pokals.

### FC Valencia
Am 4. Juli 2007 wurde er schließlich als neuer Spieler beim FC Valencia präsentiert. In Spanien entschied sich Valencia-Trainer Quique Sánchez Flores zu Beginn der Saison 2007/08 für Santiago Cañizares als Torhüter. Im ersten Qualifikations-Hinspiel zur Champions League saß Hildebrand folglich auf der Bank, was im Umfeld in Valencia als Vorentscheidung gewertet wurde. Im September wurde er allerdings im Ligaspiel bei Betis Sevilla eingesetzt und stand seitdem in den meisten Ligaspielen unter Quique Sánchez Flores im Tor. Als Ronald Koeman am 31. Oktober 2007 den Posten von Flores übernahm, setzte er zwischenzeitlich wieder auf Cañizares als Stammtorhüter, der auch im Kasten stand, als Hildebrand wegen einer Rückenverletzung nicht einsatzfähig war. Dies änderte sich allerdings, als sich Koeman aufgrund der sportlichen Misserfolge von Valencia im Dezember 2007 entschied, Cañizares (neben David Albelda und Miguel Angulo) zu suspendieren.
Nachdem sich Hildebrand als Stammtorhüter bei Valencia etabliert hatte, gewann er bereits in seiner ersten Saison in Spanien die Copa del Rey, den spanischen Pokalwettbewerb. Dabei setzte sich Valencia im Halbfinale nach einem 1:1 im Camp Nou und einem 3:2 daheim gegen den FC Barcelona durch. Nach dem 1:1 im Hinspiel wurde Hildebrand von den spanischen Medien einstimmig als Mann des Spiels gefeiert. In einer Glanzparadenstatistik der spanischen Zeitung Marca brach Hildebrand dabei den spanischen Saisonrekord aus Liga und Pokal mit vierzehn Glanzparaden in einem Spiel. Im Pokalendspiel gewann Hildebrand mit Valencia am 16. April 2008 gegen den FC Getafe mit 3:1.
Valencias Trainer Ronald Koeman wurde fünf Tage nach dem Pokalsieg entlassen; der neue Trainer Voro setzte Hildebrands Konkurrenten Cañizares wieder ein, erklärte aber, dass Hildebrand Stammtorhüter bleiben werde.
Für die Spielzeit 2008/09 wurde mit Unai Emery wieder ein neuer Trainer für Valencia verpflichtet. Außerdem wurde Renan Brito, brasilianischer Fußballtorhüter, zum FC Valencia geholt, der mit Hildebrand konkurrieren sollte. Da dieser zu Beginn der Saison noch mit der brasilianischen Nationalmannschaft bei Olympia war, war Hildebrand nicht gleich von Anfang an dem neuen Rivalen ausgesetzt und stand bei beiden Endspielen des spanischen Supercups im Tor. Allerdings wurde er nach Renans Ankunft in Valencia als Nummer drei auf die Tribüne verwiesen und musste den Spielen seiner Mannschaft als Zuschauer beiwohnen.
Am 28. November 2008 erhielt Hildebrand schließlich von seinem Verein die Freigabe, um in der Wechselperiode im Januar 2009 ablösefrei zu einem neuen Verein wechseln zu können. Am 4. Dezember 2008 einigten sich beide Seiten auf eine Auflösung des Vertrags.

### TSG 1899 Hoffenheim

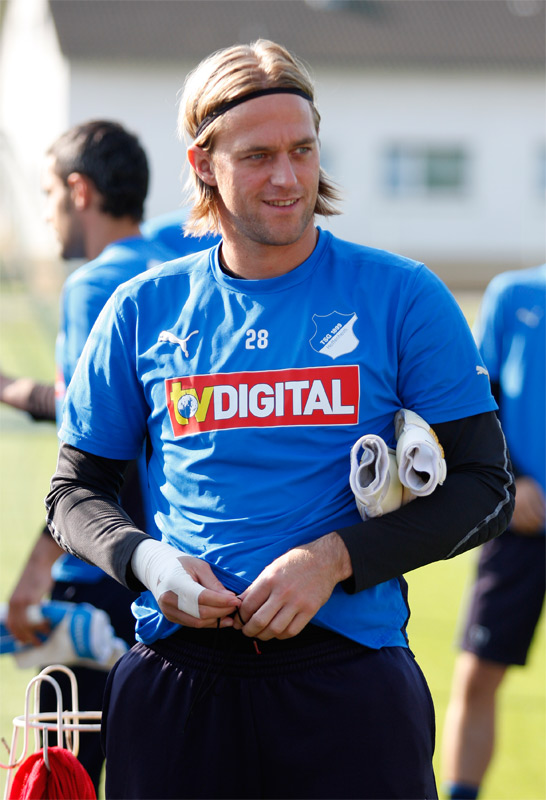
Hildebrand bei der TSG 1899 Hoffenheim (2009)

In der Winterpause der Saison 2008/09 wechselte Hildebrand, nachdem er sich zwischenzeitlich beim VfB fit gehalten hatte, zum damaligen Tabellenführer TSG 1899 Hoffenheim. Er sollte in der Rückrunde die beiden bisherigen Schlussmänner Ramazan Özcan und Daniel Haas ergänzen. Er hatte auch ein Angebot von Borussia Dortmund vorliegen, und in der Nachschau bewertete er seinen Umzug in die Provinz als die „vielleicht unglücklichste Entscheidung, die ich getroffen habe. Aber ich wollte gerne zurück in meine Heimat.“
Bei der TSG Hoffenheim traf Hildebrand auf seinen Ex-Trainer Ralf Rangnick, der ihn einst in die Profimannschaft des VfB Stuttgart geholt hatte. Sein erstes Pflichtspiel im Hoffenheimer Trikot bestritt Hildebrand im Spiel gegen Energie Cottbus am 31. Januar 2009. Nachdem er anfangs oft verletzungsbedingt hatte pausieren müssen, zeigte er gute Leistungen und kam auf zehn Ligaspiele. Hoffenheim sackte aber nach dem verletzungsbedingten Ausfall des Torjägers Vedad Ibisevic – der in der Hinrunde 18-mal traf – auf den siebten Platz ab.
Die folgende Saison schloss die Mannschaft aus dem Kraichgau auf Rang 11 ab. Hildebrand kam auf 28 Ligaeinsätze und erhielt im Gegensatz zu Daniel Haas keine Vertragsverlängerung.

### Sporting Lissabon
Anfang September 2010 unterzeichnete Hildebrand bei Sporting Lissabon einen Vertrag mit einer Laufzeit von einem Jahr. Sein Debüt für Sporting gab er im Portugiesischen Pokal gegen GD Estoril Praia. Im Oktober 2010 kam er auch zu zwei Einsätzen in der Europa League gegen die belgische Mannschaft KAA Gent. Ansonsten stand der 31-jährige Hildebrand im Schatten des 22-jährigen aufstrebenden Torhüterstars Rui Patrício, der im November 2010 sein Debüt in der Nationalelf gab. So kam Hildebrand zu keinem Einsatz in Ligaspielen und verlängerte seinen auslaufenden Vertrag nicht.

### FC Schalke 04
Ab dem 21. September 2011 trainierte Hildebrand bei Eintracht Frankfurt, um sich fit zu halten. Am 21. Oktober 2011 wurde er für die laufende Saison von Schalke 04 verpflichtet, um nach der Verletzung von Ralf Fährmann weiterhin drei Torhüter im Kader zu haben. Sein Pflichtspieldebüt in der ersten Mannschaft gab er am 14. Dezember 2011 beim 3:0-Sieg in der Europa League bei Maccabi Haifa. Dabei parierte er einen Strafstoß. Zu einem ersten Bundesliga-Einsatz für Schalke kam er im Februar 2012 beim 4:0-Heimsieg gegen den VfL Wolfsburg. Im Mai 2012 wurde Hildebrands Vertrag beim FC Schalke 04 um zwei Jahre bis Ende der Saison 2013/14 verlängert. In der Vorbereitung zur Saison 2012/13 wurde er zur Nummer eins im Schalker Tor ernannt und stand im DFB-Pokalspiel gegen den 1. FC Saarbrücken, das 5:0 für die Schalker ausging, im Tor. Allerdings verletzte sich Hildebrand kurz nach dem ersten Spieltag und verlor seinen Stammplatz an Lars Unnerstall. Sein Comeback gab er am 15. Spieltag gegen Borussia Mönchengladbach, nachdem Unnerstall in den letzten Partien durch Unsicherheiten aufgefallen war. Danach verpasste er bis zum Ende der Saison kein Spiel mehr.
Auch zu Beginn der Saison 2013/14 war Hildebrand als Nummer 1 gesetzt. In der Hinrunde kassierte er in zwölf Bundesligaspielen 23 Gegentore. Am 6. November 2013 unterlief ihm beim Champions-League-Gruppenspiel gegen den FC Chelsea ein Fehler, als er 16 Meter vor seinem Tor Samuel Eto’o anschoss und der Ball zum 1:0 für Chelsea ins Tor rollte. Dies bedeutete im Spiel die Wende gegen die bis dahin besser spielende Schalker Mannschaft. Am Ende verlor Schalke 0:3 und Hildebrand musste wochenlang Kritik einstecken.
Während ihm eine Verletzung erneut zu schaffen machte, wurde er durch die ehemalige Nummer 1 Ralf Fährmann vertreten. Fährmann überzeugte und verdrängte Hildebrand für die restlichen Hinrundenspiele aus dem Schalker Tor. Er sollte in der Rückrunde nicht mehr zum Einsatz kommen. Hildebrands Vertrag wurde nicht verlängert; er verließ den Verein zum Saisonende.

### Eintracht Frankfurt
Nachdem Hildebrand zu Beginn der Saison zunächst keinen neuen Verein gefunden hatte, hielt er sich beim Karlsruher SC fit. Am 25. September 2014 verpflichtete ihn Eintracht Frankfurt als Reaktion auf eine Verletzung des Stammtorhüters Kevin Trapp. Er unterschrieb einen Vertrag bis zum 30. Juni 2015. Sein Pflichtspieldebüt gab er am 12. Dezember 2014 bei einer 2:3-Niederlage gegen die TSG 1899 Hoffenheim als Ersatz des erkrankten Felix Wiedwald. Fünf Tage später kam er bei einem 4:4 im Heimspiel gegen Hertha BSC zu seinem 300. Bundesligaspiel. Sein Vertrag wurde am 29. Januar 2015 infolge von Trapps Genesung vorzeitig aufgelöst.
Im März 2016 beendete Hildebrand offiziell seine Karriere als Profifußballer.

### Nationalmannschaft

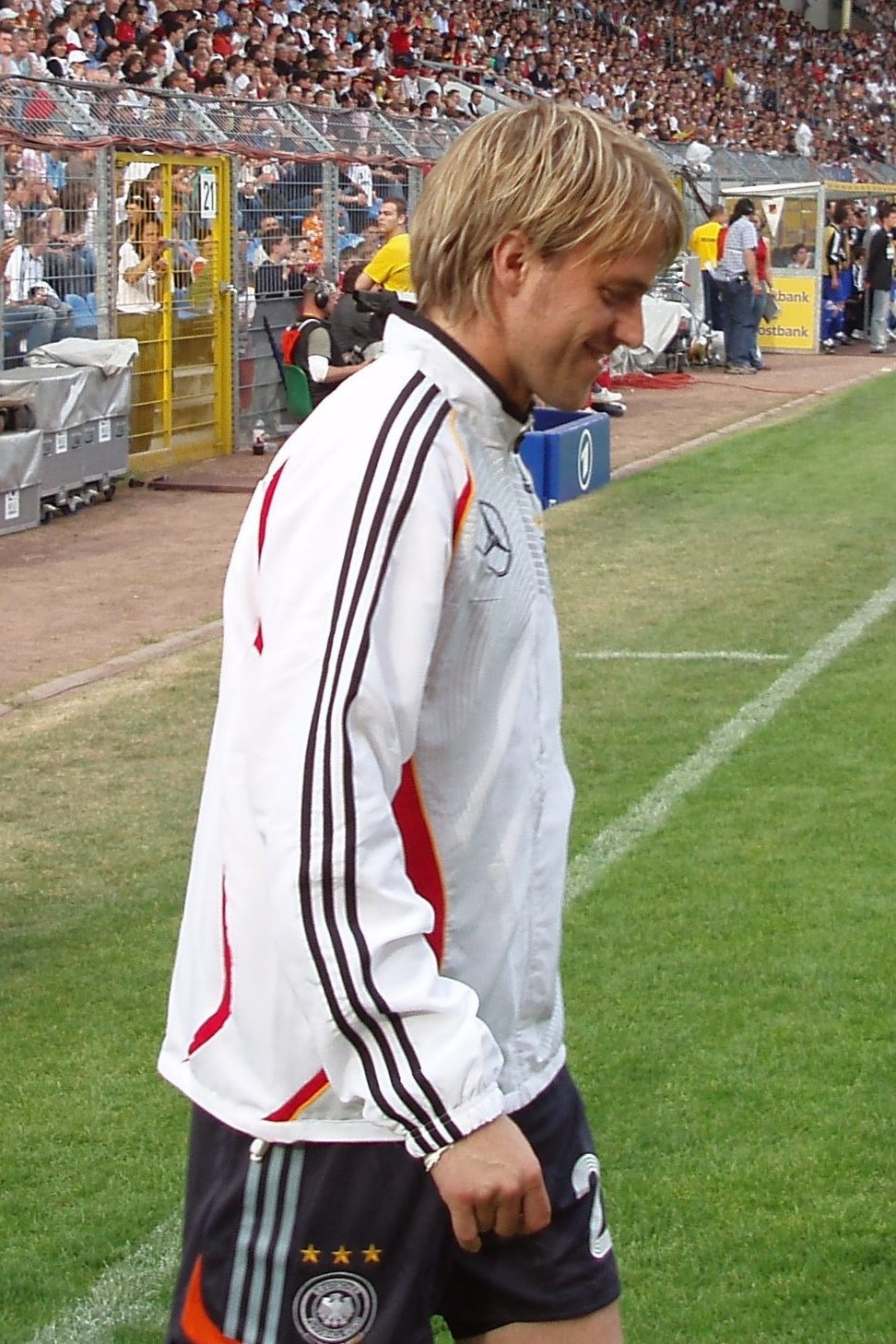
Hildebrand in der Nationalmannschaft (2006)

Im Mai 2002 wurde Hildebrand von Rudi Völler im Vorfeld der Weltmeisterschaft 2002 als „Aushilfsspieler“ erstmals für die deutsche Nationalmannschaft nominiert, um ohne Aussicht auf eine WM-Teilnahme während der Vorbereitung erste Erfahrungen zu sammeln. Er saß beim Vorbereitungsspiel gegen Kuwait (7:0) auf der Ersatzbank. Vor dem letzten Vorbereitungsspiel gegen Österreich reiste er wieder ab. Sein Debüt in der Nationalmannschaft gab er schließlich erst knapp zwei Jahre später, als er am 28. April 2004 in der zweiten Halbzeit beim Spielstand von 0:4 (Endstand 1:5) in Bukarest gegen Rumänien für Oliver Kahn eingewechselt wurde.
Timo Hildebrand nahm mit der Nationalmannschaft an der Europameisterschaft 2004 in Portugal und der Weltmeisterschaft 2006 in Deutschland teil, kam dort jedoch nicht zum Einsatz. Beim FIFA-Konföderationen-Pokal 2005 stand er im Spiel gegen Argentinien (2:2) im Tor.
Bei der Weltmeisterschaft 2006 in Deutschland war Hildebrand der einzige Spieler der deutschen Nationalmannschaft, der zu keinem Einsatz kam. Im „kleinen Finale“ bekam Oliver Kahn den Vorzug. Sein fünftes Länderspiel bestritt er beim 1:1 in Nikosia gegen Zypern, dies war zugleich sein erstes Pflichtspiel in der Nationalmannschaft. Insgesamt absolvierte er sieben A-Länderspiele. Das letzte fand im Oktober 2007 gegen Tschechien statt. Für die EM 2008 wurde der mittlerweile nach Spanien Gewechselte nicht mehr in den DFB-Kader berufen. An seiner Stelle wurden René Adler und Robert Enke als Ersatztorhüter nominiert.

## Privatleben
Timo Hildebrand hat einen Sohn (* 2012). Für ihn hat er 2014 das Buch Noja und seine magischen Torwarthandschuhe geschrieben.
Hildebrand ist seit März 2014 Gesellschafter und Markenbotschafter der veganen Lebensmittelmarke Veganz. Seit 2015 lebt er nach eigener Aussage „überwiegend vegan“. Seit 2016 engagiert er sich für ProVeg Deutschland.
Im März 2016 erklärte Hildebrand auf seiner Website, dass er sich zum Trainerlehrgang angemeldet habe und er in Zukunft im Marketing- und Sponsoringbereich Fuß fassen möchte.
Timo Hildebrand engagiert sich sozial. Er ist im erweiterten Vorstand der Stuttgarter Hilfsorganisation Stelp e. V.
Im Jahr 2021 eröffnete er mit zwei Kollegen das vegane Restaurant Vhy! in Stuttgart, dessen Geschäftsführer er ist. Außerdem ist er Mitinhaber von Yez Yoga, das Yoga-Events konzipiert und organisiert.

## Erfolge/Titel
Als Nationalspieler
- U18-Vize-Europameister: 1998.

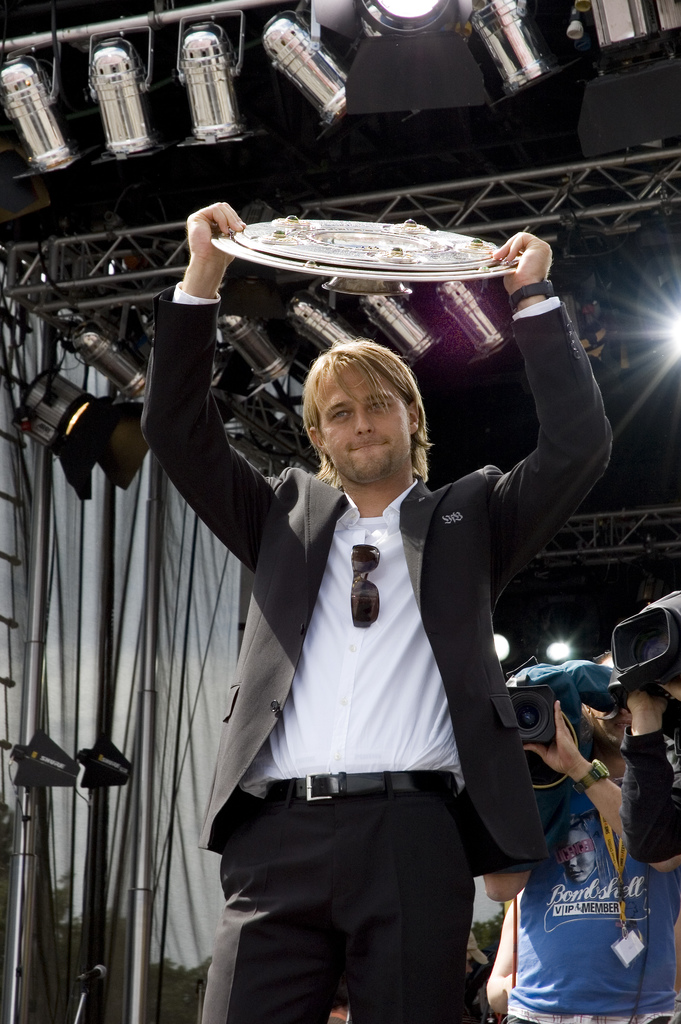
Timo Hildebrand mit der Meisterschale (2007)

- 3. Platz beim Konföderationen-Pokal: 2005
- Weltmeisterschafts-Dritter: 2006

Mit dem VfB Stuttgart
- Deutscher Meister: 2007
- DFB-Pokal-Finalist: 2007
- UI-Cup-Sieger: 2000, 2002

Mit dem FC Valencia
- Spanischer Pokalsieger: 2008

Auszeichnungen
- Bambi-Publikumspreis als bester deutscher Nachwuchsspieler: 2003
- Fußballer des Monats (September 2003, Oktober 2003, Mai 2007)
- Kicker-Torhüter des Jahres: 2004
- Silbernes Lorbeerblatt: 2006

## TV-Auftritte
- 2020–2021: Joko & Klaas gegen ProSieben (2 Auftritte)

## Publikationen
- Noja und seine magischen Torwarthandschuhe. Kinderbuch. 1. Auflage. (Von Helden und Gestalten), 2014, ISBN 978-3-00-045708-1.